# Buhsia
Buhsia é um género botânico pertencente à família Cleomaceae.